# Giovanni Benedetto Moncetti
Fra Giovanni Benedetto Moncetti (Castiglion Fiorentino, seconda metà del sec. XV – circa 1542-1547) è stato un monaco cristiano e letterato italiano, dell'Ordine agostiniano.
Nato a Castiglione Aretino, come lui stesso chiamava il suo luogo di nascita (che però già dal secolo XIV, dopo la conquista da parte di Firenze, prese l'attuale nome di Castiglion Fiorentino), visse a lungo a Mantova sotto la protezione della marchesa Isabella d'Este. Fu poi consigliere del figlio, Federico II Gonzaga. 

Nel 1515 si recò a Parigi come vicario generale dell'Ordine per la Francia e l'Inghilterra. Nello stesso anno si occupò della pubblicazione del De Remediis omnium venenorum attribuito a Pietro d'Abano e del De Formatione corporis humani di Egidio Romano, Generale degli Agostiniani. Nel 1523 curò l'edizione delle Comparationes philosophorum di Giorgio di Trebisonda.
Grazie al Gonzaga nel 1530 ottenne dal papa la carica di protonotario apostolico, nonostante essa non fosse compatibile con l'appartenenza all'ordine agostiniano. Nel giugno dello stesso anno cadde però in disgrazia presso il marchese, per motivi che ci sono ignoti, venendo incarcerato per i successivi sei anni e subendo la confisca dei beni.
È noto soprattutto per essere stato lo scopritore della Quaestio de aqua et terra, opera di Dante Alighieri da lui rinvenuta e data alle stampe a Venezia nel 1508. L'autenticità della scoperta fu a lungo dibattuta dagli studiosi, ed in particolare fu contestata da Adolfo Bartoli, seguito poi da Giovanni Andrea Scartazzini. A difesa del Moncetti intervenne invece Vincenzo Biagi. Oggi l’attribuzione dantesca è ritenuta incontrovertibile.